# Kullawada
La Kullawada, kullahuada, cullaguada o kullawa es una danza que se practica en Bolivia y en el Perú. Una hipótesis sostiene que el nombre de la danza deriva de la palabra del idioma aimara kullaka (“hermana” en castellano), en referencia a sus bailarinas.
En Bolivia, la kullawada fue declarada como Patrimonio Cultural de Bolivia mediante la Ley 134 del año 2011 y es bailada principalmente en el Carnaval de Oruro, la Fiesta del Gran Poder, la Festividad de Urkupiña, la Festividad de Chutillos y la Festividad del Señor de Colquepata. En el Perú es bailada en la Fiesta de la Candelaria de Puno.

## Origen
Existen dos posiciones discutidas y controversiales entre Bolivia y el Perú respecto al origen de la danza kullawada. Una que sostiene que la danza es de origen exclusivamente boliviano y que existe un proceso sistemático de una usurpación, plagio y apropiación cultural de danzas bolivianas por parte de organizaciones peruanas. Otra procedente del Perú que considera a la kullawada como una danza prehispánica aimara de la época incaica del altiplano peruano-boliviano, a orillas del Lago Titicaca. 

### Posición de Bolivia
El nombre Kullawada según la versión boliviana, deriva de la Comunidad San Vicente de Collagua (kullawa en aimara) del municipio de Viacha de la Provincia Ingavi del Departamento de La Paz.
El origen de la danza kullawada se remonta a los barrios mestizos de la Ciudad de La Paz a mediados del siglo XIX en Bolivia. Estos mestizos paceños crearon la danza kullawada como representación de su oficio de hilanderos, tejedores y comerciantes de textiles vinculados a los obrajes que existieron en los alrededores de la ciudad de La Paz donde se fabricaba y comercializaba productos textiles.

### Posición en el Perú
Según la versión peruana, la danza kullawada proviene de los tiempos del Incanato y está vinculada con la actividad de hilanderos y tejedores antiguos. Algunos historiadores sostiene que esta danza perteneció a la nobleza incaica, era bailada por las ñustas y autoridades del imperio. Otros investigadores sostienen que varias parejas aymaras llevados a la capital del imperio danzaban ceremonialmente para el deleite del Inca y los orejones (nobles cuzqueños) dirigidos por un guía, portando una gran rueca con copos de lana, para representar el oficio a la que se dedicaba su etnia, y la importancia que tenía en la economía, cultura y comunicación aimara. Dichos pueblos estaban asentados en las orillas del lago Titicaca, en Puno.
Se documenta que esto hilanderos y bordadores tenían presencia en Puno, y que parte de esta comunidad migró a Lima: «...el sombrero característico de esa época tenían forma rectangular , había el Kullawa Achachi, posteriormente estos bordadores se fueron a Lima y no sé más de ellos».

## Desarrollo de la danza

### Desarrollo en el Perú

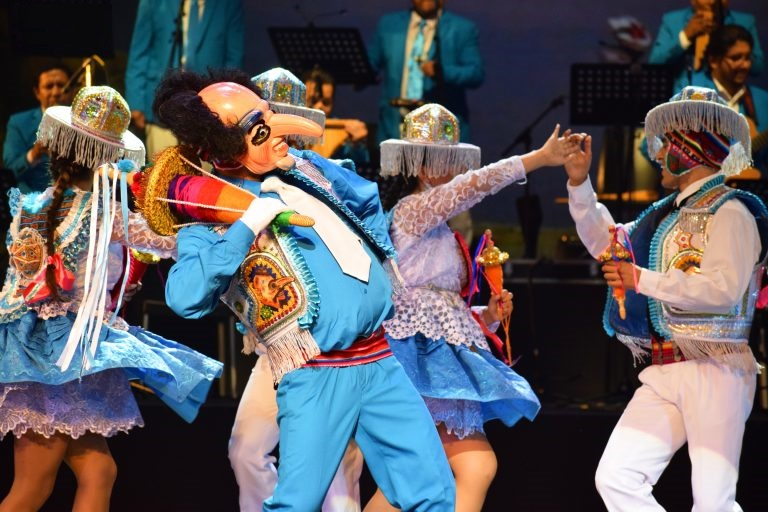
El whapuri, guía de los hilanderos, lleva el compás del grupo danzante. Fiesta de la Candelaria en Puno

Proviene del tiempo de incario y está vinculada con la actividad de hilanderos y tejedores antiguos. Algunos Historiadores sostiene que esta danza perteneció a la nobleza incaica, era bailada por las ñustas y autoridades del imperio. Otros investigadores sostienen que varias parejas aymaras llevados a la capital del imperio danzaban ceremonialmente para el deleite del Inca y los orejones (nobles cuzqueños) dirigidos por un guía, portando una gran rueca con copos de lana, para representar el oficio a la que se dedicaba su etnia, y la importancia que tenía en la economía, cultura y comunicación aimara.

### Desarrollo en Bolivia

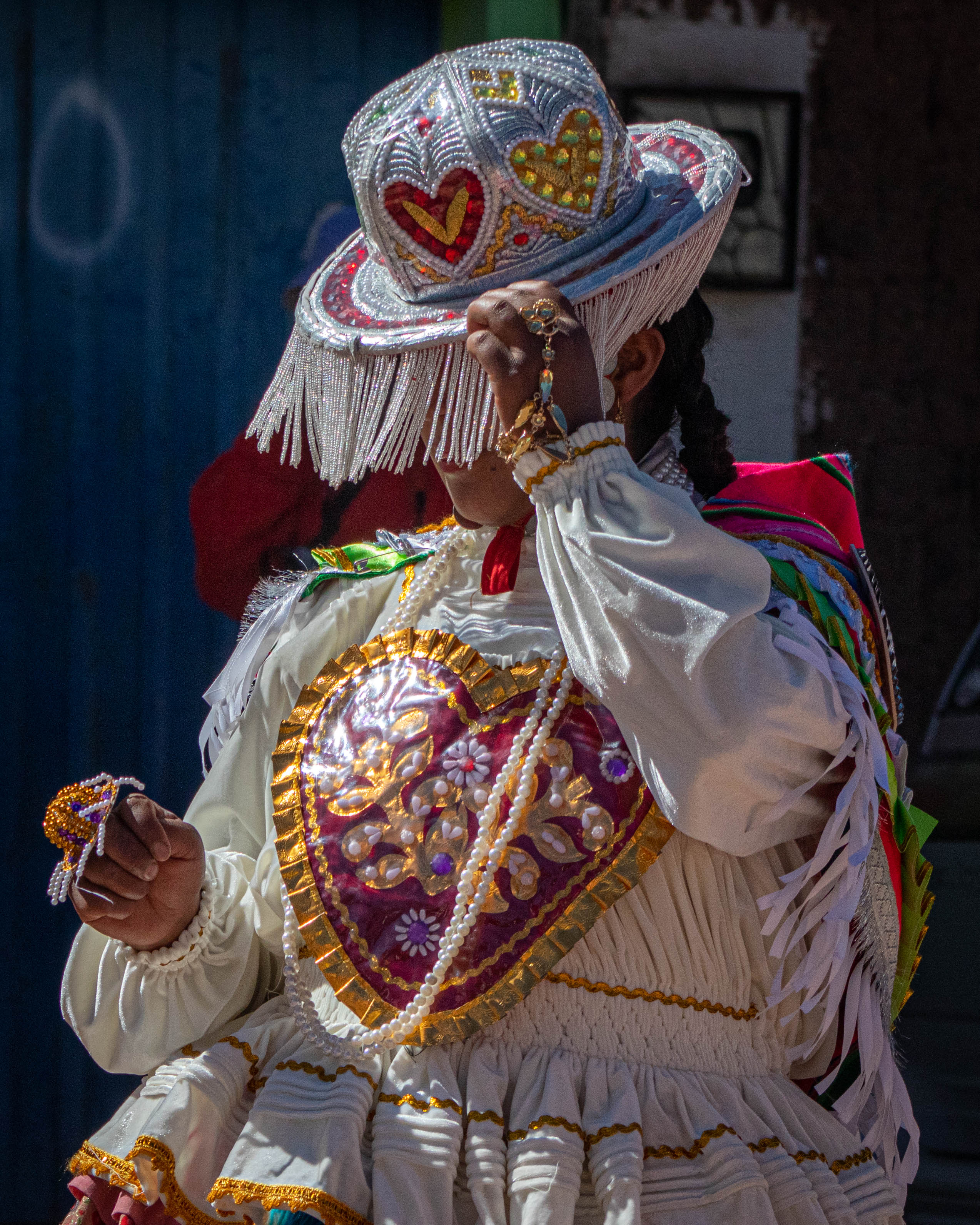
Una característica de esta danza en Bolivia son los diseños bordados de corazones en los trajes de los bailarines representando el cortejo y el amor.

En las principales festividades en Bolivia es habitual danzar en honor a deidades católicas ingresando danzando junto con la procesión denominada entrada. Los devotos paceños mestizos danzaban sus vivencias muchas veces satirizando a los españoles y criollos a través del anonimato detrás de máscaras y antifaces y es precisamente así como fue desarrollándose la kullawada, haciendo énfasis en la actividad textil, de hilanderos y tejedores empezando a implemetar elementos muy propios de la danza como la rueca o kapu además del Waphuri que satiriza al hombre español o criollo. Con el pasar del tiempo el mestizaje empezó a ganar fuerza en la sociedad paceña, empezando a controlar importantes rubros comerciales, como resultado la población mestiza paceña contaba con mayor poder adquisitivo siempre arraigados a sus costumbres entre ellas sus danzas, donde al dizfras se le empezaron a adicionar nuevos elementos como el personaje del misti kullawa, las monedas, las perlas y los hilos de plata y oro en las vestimentas como una muestra de su crecimiento económico.
Posteriormente se fueron añadiendo más elementos a la danza debido a su expansión a otros barrios gremiales de la Ciudad de La Paz, los trajes se hacían costosos, solo era bailado por privilegiados, donde mediante esta danza se intentaba mostrar la riqueza de una persona y acordar matrimonios concertados, es así como fue que la danza se convirtió en una danza exclusiva para jóvenes solteros donde era mal visto la participación de personas casadas, empezandose a estigmatizar a aquel que bailaba esa danza lo que ayudó a sumar nuevos personajes, la mujer casada que se atrevía a bailar kullawada era considerada adúltera o khencha kullawa o awila de ahí surge la awila que baila cargada con una muñeca con la cara cubierta con un antifaz en representación de madre soltera. El waphuri paso de la sátira de hombre español al viejo verde adultero de nariz larga y como representación a eso debía llevar una rueca o kapu extremadamente grande. Así la kullawada, de danza de tejedores e hilanderos pasó a ser considerada también una danza de cortejo y de amor.

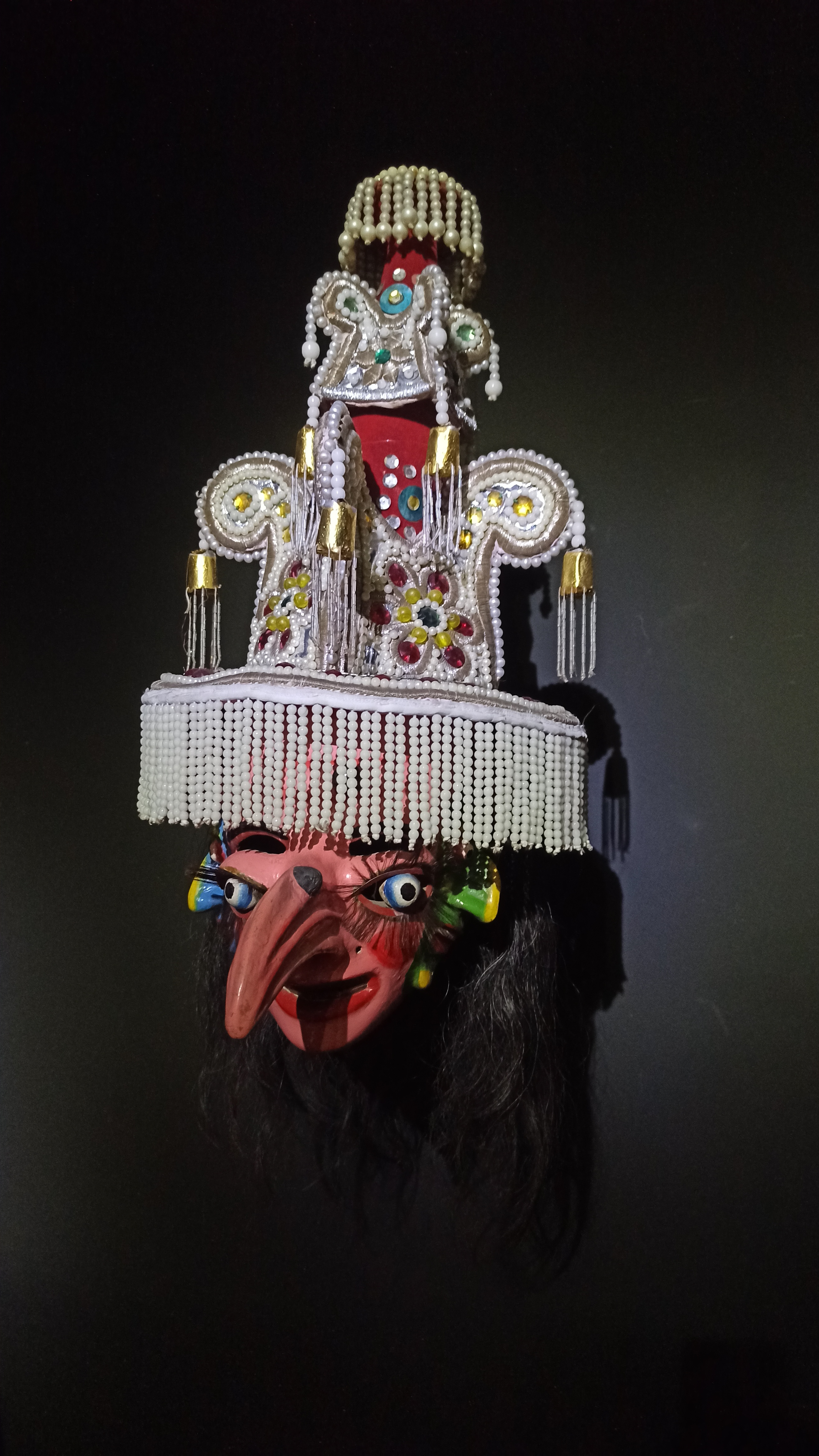
Máscara de waphuri expuesta en el MUSEF de La Paz, Bolivia.

## Vestimenta
La vestimenta tradicional de la Kullawada consta de las siguientes prendas:
- Un sombrero (kh'ara) decorado con bordados en pedrería y flequillos de perlas de fantasía.[9]
- Una blusa o jubón de seda, de manga larga y cuello generalmente redondo, sin escote ni aberturas.  Está adornada con delicados encajes y se lleva suelta, quedando el faldón de la prenda visible a la altura del pubis y por encima de la pollera. Se complementa con una pechera en forma de corazón.[9]
- Una mantilla (llijlla) bordada, adornada con flecos prendidos con dos pompones grandes. Se lleva encima de la blusa, prendida sobre los hombros y cayendo sobre la espalda. La función de esta prenda es más decorativa que de abrigo, dada sus reducidas dimensiones y escasa cobertura.[9]
- Una pollera de vivos colores (urkhu), cuyo largo se extiende hasta la altura de las rodillas.[9]
- Como accesorios destacan los monederos, consistentes en dos bolsas largas de lana atadas a la cintura, de forma tal que cuelguen a cada lado de las caderas. Otro elemento infaltable es la rueca de hilar, encargada de resaltar la actividad textil que rememora la danza.[9]

## Coreografía
La danza se ejecuta en bloques de mujeres y hombres, emulando el  hilado con la rueca y moviendo los hombros en ocasiones repetidas.

## Conjuntos y representaciones

### Bolivia
En Bolivia existen distintas fraternidades e instituciones que practican la kullawada anualmente en diferentes eventos públicos. El 2 de agosto de 2015, más de 30 ciudades del mundo se unieron para la defensa mundial de la Kullawada, convocado por la Organización Boliviana de Defensa y Difusión del Folclore (Obdefo) con el propósito de dar a conocer al mundo la danza kullawada 100% boliviana".

### Perú
En Perú esta danza es representada en la Fiesta de la Candelaria en Puno. Asimismo existen agrupaciones culturales que se dedican a representar la Kullawada, una de estas es el «Centro Social Kullawada Central Puno». También destacan la Kullawada Virgen María de la Candelaria, la Confraternidad Kullawada Victoria y los conjuntos de Kullawada de las provincias puneñas como es el caso de: Juli, Pomata, Yunguyo, Juliaca Azángaro y demás. 